# سانتیاگو دل تیده
سانتیاگو دل تیده (به اسپانیایی: Santiago del Teide) یک شهرستان در اسپانیا با جمعیت ۱۲٬۹۳۲ نفر است که در جزایر قناری واقع شده‌است.